# Strüth (Ansbach)

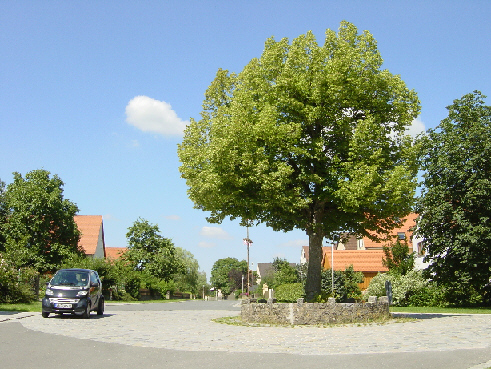
Dorflinde

Strüth (fränkisch: Schdriad) ist ein Gemeindeteil der kreisfreien Stadt Ansbach (Mittelfranken, Bayern). Strüth liegt in der Gemarkung Neuses bei Ansbach.

## Geografie
In der Nähe des Dorfes entspringt der Gumbertusbach, ein linker Zufluss der Fränkischen Rezat. 0,5 km nördlich im Brandholz entspringt der Veitsgraben, der ebenfalls ein linker Zufluss der Fränkischen Rezat ist. 0,5 km südwestlich bei der Fachklinik liegt die Flur Keilranken, 0,5 km südlich liegt der Strüther Berg.
Gemeindeverbindungsstraßen führen nach Kühndorf zur Kreisstraße AN 10 (1,8 km nördlich), die Bundesstraße 13 kreuzend nach Wasserzell (1,6 km südlich) und zur Staatsstraße 2255 bei der Ansbacher Klinik (1,4 km südöstlich).

## Geschichte
Der Ort wurde um das Jahr 1277 als „Strůt“ erstmals urkundlich erwähnt. Er war damals unter der Herrschaft der Herren von Schalkhausen-Dornberg. Dem Ortsnamen liegt das mittelhochdeutsche Wort struot zugrunde, dass a) Sumpf, Sumpfland oder b) Gebüsch, Gesträuch, Gedicht bedeuten kann.
Strüth wurde 1277 planmäßig als Reihendorf angelegt. Es wurden zwölf Bauern angesiedelt, die einheitlich 36 Morgen Feld und einen gemeinschaftlichen Wald zu Lehen bekamen. Sie mussten über die Hälfte der Ernten an das Gumbertus-Stift zur Versorgung des Hilfsgeistlichen abgeben. Strüth ist ein Paradebeispiel für eine spätmittelalterliche Siedlung nach dem Muster der Ostkolonisation. Ähnlich musterartig angelegte Dörfer finden sich in der Pappenheimer Gegend (Geislohe, Göhren, Neudorf und Osterdorf).
Nach dem Dreißigjährigen Krieg siedelte der Ansbacher Markgraf Albrecht II. protestantische Exulanten aus dem "Landl ob der Enns", also v. a. aus Oberösterreich, in der geplünderten Ortschaft Strüth an. Der Großteil der Bewohner gehört der evangelischen Gemeinde St. Johannis in Ansbach an.
Im 16-Punkte-Bericht des Oberamtes Ansbach von 1684 wurden für Strüth 14 Mannschaften verzeichnet. Die 13 Güter und das Gütlein hatten alle das Hofkastenamt Ansbach als Grundherrn. Außerdem gab es ein Gemeindehirtenhaus. Das Hochgericht und die Dorf- und Gemeindeherrschaft übte das brandenburg-ansbachische Hofkastenamt Ansbach aus.
Gegen Ende des 18. Jahrhunderts gab es in Strüth 17 Anwesen (6 Höfe, 1 Dreiviertelhof, 6 Halbhöfe, 1 Gut, 3 Söldengüter). Das Hochgericht, die Dorf- und Gemeindeherrschaft sowie die Grundherrschaft über alle Anwesen übte weiterhin das brandenburg-ansbachische Hofkastenamt Ansbach aus. Neben den Anwesen gab es noch kommunale Gebäude (Hirtenhaus, Brechhaus). Es gab zu dieser Zeit 20 Untertansfamilien. Von 1797 bis 1808 unterstand der Ort dem Justiz- und Kammeramt Ansbach.
Im Rahmen des Gemeindeedikts wurde Strüth dem 1808 gebildeten Steuerdistrikt Hennenbach und der 1811 gegründeten Ruralgemeinde Hennenbach zugeordnet. Im Zuge des Zweiten Gemeindeedikts (1818) erfolgte die Umgemeindung nach Neuses.
Die Gemeinde Neuses mit ihren Gemeindeteilen wurde am 1. Juli 1972 im Zuge der Gebietsreform in Bayern in die Stadt Ansbach eingegliedert. In Strüth gibt es eine Berufsfachschule für Altenpflege. Der Träger ist Diakoneo.

### Strüth – Der Kinder-Kibbuz von Ansbach
Nach dem Zweiten Weltkrieg gehörte Ansbach zur Amerikanischen Besatzungszone. Für die Unterbringung der etwa 7.200 Displaced Persons, die sich Ende 1945 in der Stadt aufhielten, entstanden unter der Aufsicht der amerikanischen Militärverwaltung mehrere DP-Lager. Eines entstand Anfang November 1946 in der Bleidorn-Kaserne und wurde Ende November 1946 bereits von mehr als 1.200 jüdischen Holocaust-Überlebenden bewohnt. Zuvor war bereits im Januar 1946 in der heutigen Rangau-Klinik, einer ehemaligen Lungenheilanstalt in Strüth, eine Einrichtung für jüdische Waisenkinder entstanden, die als Kinder-Kibbuz von Ansbach bekannt wurde.
Als das Lager in Strüth am  27. Januar 1946 „offiziell seine Arbeit aufnahm, waren 360 Kinder und Jugendliche registriert, am 31. März 1946 bereits 440 Personen“. Unklar ist, ob damals alle oder nur ein Teil der Kinder und Jugendlichen aus Ungarn kamen. Auf der Webseite After the Shoah: Strüth – Der Kinder-Kibbuz von Ansbach ist von etwa 200 jüdischen Waisenkindern die Rede, die in Ungarn den Holocaust überlebt hatten. Über deren Vorgeschichte berichtete Rafi Ben Zur, ein Mitglied der Gruppe.

„Unsere Geschichte beginnt, als das Ghetto Budapest am 18. Januar 1945 von den russischen Truppen befreit wurde. Ich war 14, mein Bruder 13, völlig allein, mitten im Chaos, ohne zu wissen, was ich tun sollte. Wir folgten größeren Kindern und rannten vor dem brennenden Ghetto davon, während die Kämpfe noch andauerten. Später wurden wir von der zionistischen Bewegung Dror Habonim abgeholt, die sich noch in der Anfangsphase ihrer Organisation befand. Sie suchten nach einsamen, hungrigen Kindern, verloren in der großen Stadt, ohne jemanden, der sie ernährte. Zu dieser Zeit wussten wir nichts vom Zionismus oder von Palästina, und Zionismus bedeutete für uns Nahrung und Unterkunft, jemanden, der Sie wäscht und Ihnen Kleidung und Schuhe gibt. Die Organisation brachte uns in den südlichen Teil Ungarns, ernährte uns, bis wir wieder Menschen wurden (nach dem Krieg waren wir nur noch Skelette), und sie fingen an, uns über den Zionismus und Palästina aufzuklären.“

Obwohl Rafi Ben Zur und sein Bruder wieder mit ihrem zur Zwangsarbeit gezwungenen Vater zusammenfanden, war es ihnen unmöglich, ein normales Familienleben aufzubauen. „Alles um uns herum erinnerte uns an die Vergangenheit. Die Demütigung, Diskriminierung, die Gräueltaten, der Hass und das Töten. Wir wollten ein neues Leben beginnen, in einer neuen, von uns gebauten Heimat, wo wir als freie Menschen leben und uns verteidigen können. Dieser starke Wille führte uns zurück zur zionistischen Bewegung und schließlich nach Palästina (später Israel).“ Vor Palästina lag Strüth, wo die Gruppe im Dezember 1946 eintraf. Der Weg dahin war von einer zionistischen Gruppierung organisiert worden. Auf geheimen Wegen erreichten die Flüchtlinge von Budapest aus Wien und gelangten schließlich in das oberbayerische DP-Lager Ainring und von da aus nach Strüth.
Die Kinder und Jugendlichen fanden, so Rafi Ben Zur, ein von der UNRRA gut organisiertes DP-Camp für Kinder vor, das von einem Team amerikanischer Soldaten mit einheimischem Fachpersonal effizient geführt worden sei. Von den schon zitierten 440 Bewohnern des Camps am 31. März 1946 hätten etwa 20 Prozent zum Personal gehört und im Garten, in der Küche, in der Backstube sowie in der Wäscherei gearbeitet oder sich um die Sicherheit des Lagers gekümmert sowie die Kinder und Jugendlichen, die zwischen sechs und 18 Jahre alt waren, unterrichtet. Die Bedingungen waren für damalige Verhältnisse offenbar ziemlich gut, wie sich an den Erinnerungen von Mosche Weiss, einem weiteren ungarischen Waisenkind, über seinen Aufenthalt in Strüth zeigt. „Für uns war es aber ein Paradies, nach den Jahren des Hungers“ – auch wenn sich der Aufenthalt hier länger hinzog als beabsichtigt.

„Die Jungen und Mädchen nutzten die Wartezeit und bereiteten sich – gemäß den am Kollektiv ausgerichteten links-zionistischen Idealen – auf ihr späteres Leben in Palästina vor. Einundzwanzig Lehrer der Lagerschule unterrichteten Hebräisch, Englisch, Palästinakunde und Geschichte. Ihre Freizeit verbrachten die Kinder im jüdischen Sportverein beim Boxen, Tischtennis oder auf dem Fußballplatz. Schon bald spielte die Elf von Hapoel Ansbach in der fränkischen DP-Liga mit Makkabi Fürth, Kadima Schwabach und weiteren neun Klubs um die Meisterschaft im Bezirk Franken.“

Zwischen Strüth und anderen großen DP-Lagern gab es einen grundlegenden Unterschied: „Das Kinderheim Strüth war eine selbstverwaltete jüdische Insel mitten in Deutschland. […] Hier entstand ein als Kibbuz geführtes Kinderheim.“ Diese „Insel“ verließ eine erste Gruppe etwa eineinhalb Jahre nach ihrem Eintreffen in Strüth und machte sich illegal auf die Reise nach Palästina. Einige erreichten ihr Ziel, viele wurden jedoch zurückgeschickt oder in englischen Lagern auf Zypern interniert. Auch unter den Passagieren des Schiffs Exodus, dessen Verlassen im Juli 1947 von den Briten in Haifa verhindert wurde, befand sich eine kleine Gruppe von Waisenkindern aus Strüth. „Erst im Mai 1948 erfüllte sich der Traum vom eigenen Staat, und die Juden konnten ungehindert nach Israel immigrieren. Das Ansbacher Kinderlager wurde im April 1949 geschlossen.“
Der damals 12-jährige Joel Feldmann, ein Junge aus dem Kinder-Kibbuz von Ansbach, war einer der vielen Laiendarsteller in Fred Zinnemanns Film Die Gezeichneten (Originaltitel: The Search). Über die Dreharbeiten zu dem 1947 gedrehten Film berichtete er in dem Dokumentarfilm In den Ruinen von Nürnberg von Jim G. Tobias aus dem Jahr 2015. Der gleiche Autor hatte bereits 2001 den Dokumentarfilm Die vergessenen Kinder von Strüth gedreht, in dem in Israel lebende Kinder und Betreuer aus dem Kinder-Kibbuz zu Wort kamen.
Auf dem Gelände der ehemaligen Lungenheilanstalt und des nachfolgenden Kinder-Kibbuz Strüth befindet sich heute die Rangauklinik, eine Lungenfachklinik.

### Baudenkmäler
- inmitten des Ortes erneuerter Ziehbrunnen[22]
- Wohnstallhaus eines Bauernhofes[23]

### Einwohnerentwicklung
| Jahr      | 001818 | 001840 | 001861 | 001871 | 001885 | 001900 | 001925 | 001950 | 001961 | 001970 | 001987 |
| Einwohner | 134    | 121    | 107    | 123    | 121    | 112    | 145    | 168    | 232    | 152    | 169    |
| Häuser    | 19     | 20     |        |        | 19     | 20     | 21     | 18     | 24     |        | 25     |
| Quelle    | [ 25 ] | [ 26 ] | [ 27 ] | [ 28 ] | [ 29 ] | [ 30 ] | [ 31 ] | [ 32 ] | [ 33 ] | [ 34 ] | [ 1 ]  |

## Religion
Der Ort ist seit der Reformation evangelisch-lutherisch geprägt und bis heute nach St. Johannis (Ansbach) gepfarrt. Die Einwohner römisch-katholischer Konfession sind nach St. Ludwig (Ansbach) gepfarrt.